# بوتوال
بوتوال (به لاتین: Butwal) یک منطقهٔ مسکونی در نپال است که در استان شماره ۵ واقع شده‌است. بوتوال ۱۰۱٫۶۱ کیلومتر مربع مساحت و ۱۱۸٬۴۶۲ نفر جمعیت دارد.

## نگارخانه

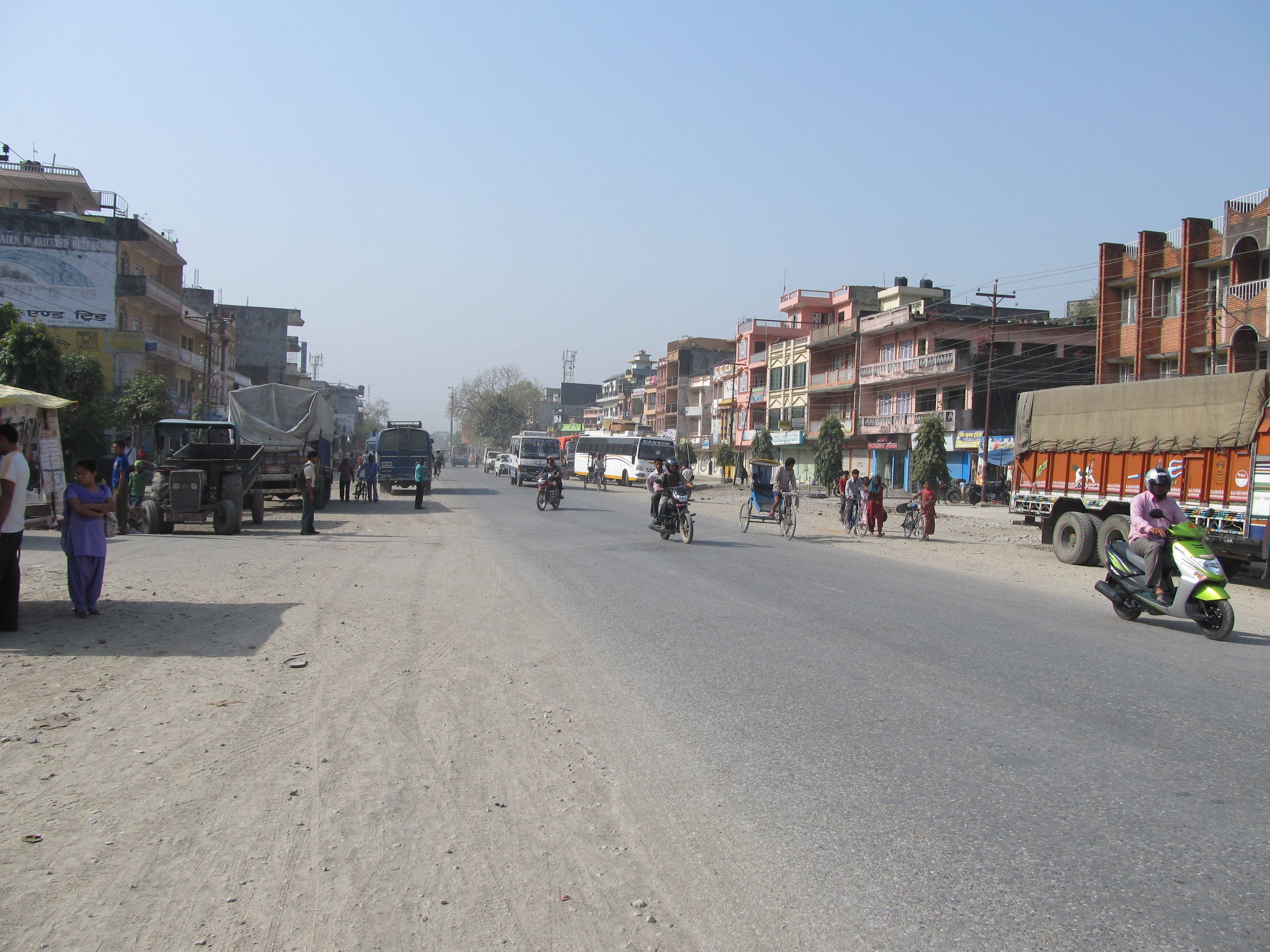
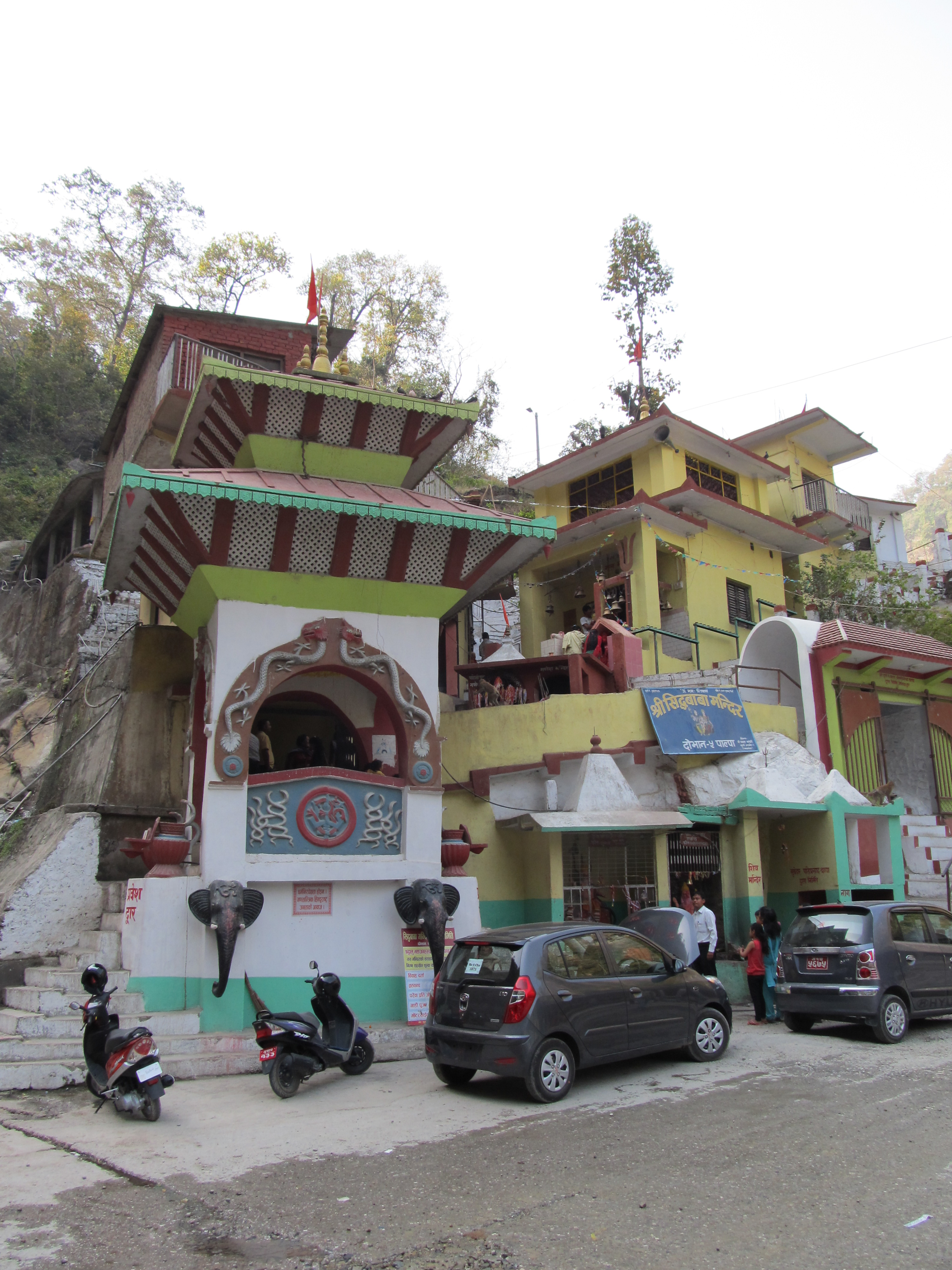
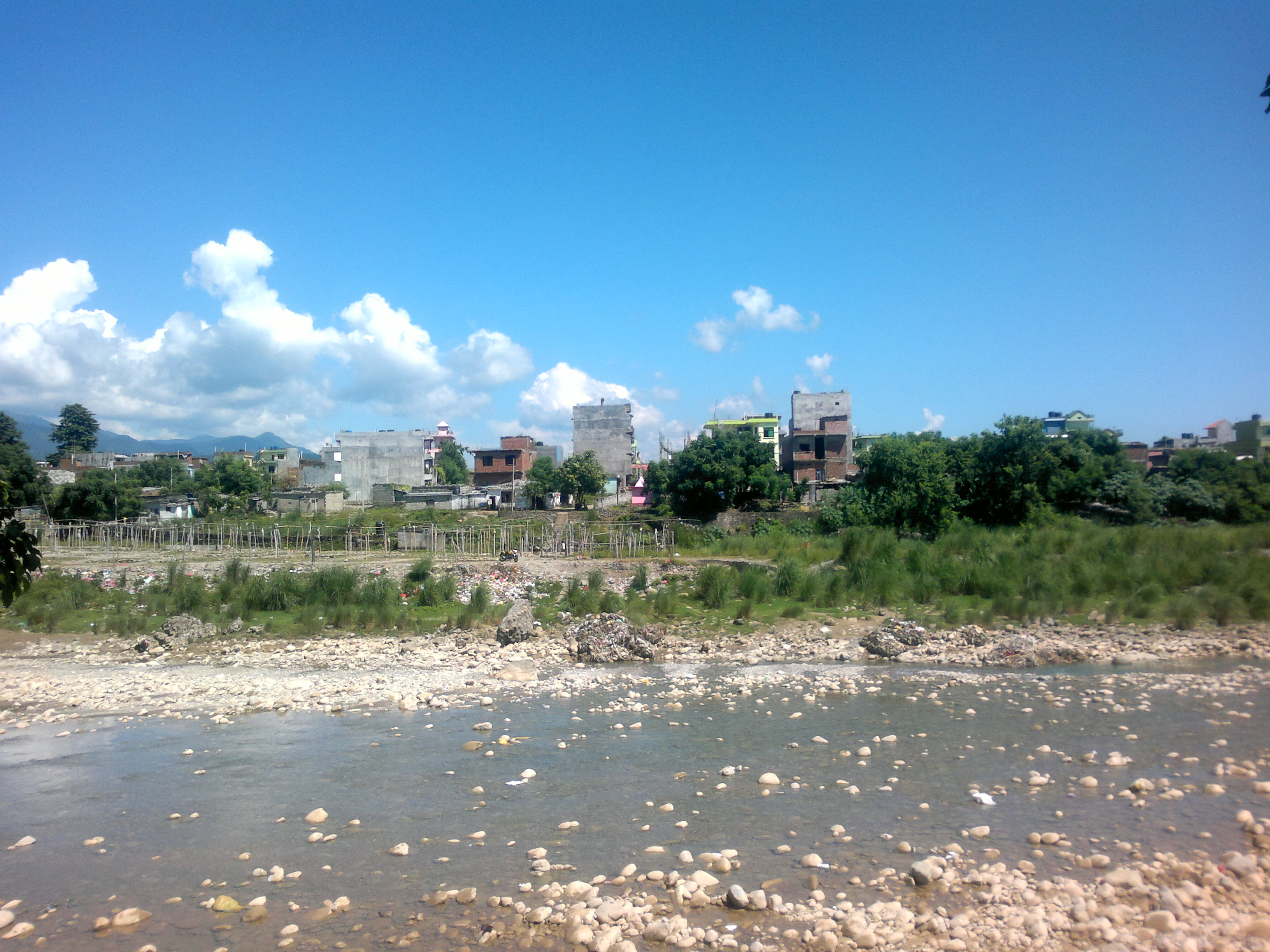